# Euro Hockey League 2016/2017
De Euro Hockey League 2016/2017 is het tiende seizoen van de Euro Hockey League. Ten opzichte van het vorig seizoen is de opzet hetzelfde gebleven. Titelhouder SV Kampong werd al uitgeschakeld in de achtste finales. Het toernooi werd gewonnen door het Duitse Rot-Weiss Köln, dat in de finale HC Oranje-Rood wist te verslaan.

## Voorronde
- 7 t/m 9 oktober 2016: Banbridge Hockey Club, Banbridge, Noord-Ierland

### Groep A
| Team              | Gespeeld | W | G | V | DV | DT | DS  | Pnt |
| ----------------- | -------- | - | - | - | -- | -- | --- | --- |
| SV Kampong        | 2        | 2 | 0 | 0 | 9  | 2  | +7  | 10  |
| Holcombe HC       | 2        | 1 | 0 | 1 | 9  | 3  | +6  | 6   |
| KS AZS AWF Poznań | 2        | 0 | 0 | 2 | 2  | 15 | −13 | 0   |

| Datum          | Wedstrijd                       | Uitslag |
| -------------- | ------------------------------- | ------- |
| 7 oktober 2016 | KS AZS AWF Poznań - Holcombe HC | 1 - 8   |
| 8 oktober 2016 | SV Kampong - Holcombe HC        | 2 - 1   |
| 9 oktober 2016 | SV Kampong - KS AZS AWF Poznań  | 7 - 1   |

### Groep B
| Team            | Gespeeld | W | G | V | DV | DT | DS  | Pnt |
| --------------- | -------- | - | - | - | -- | -- | --- | --- |
| UHC Hamburg     | 2        | 2 | 0 | 0 | 15 | 2  | +13 | 10  |
| Cardiff & Met   | 2        | 1 | 0 | 1 | 6  | 3  | +3  | 6   |
| SG Amsicora ASD | 2        | 0 | 0 | 2 | 1  | 17 | −16 | 0   |

| Datum          | Wedstrijd                       | Uitslag |
| -------------- | ------------------------------- | ------- |
| 7 oktober 2016 | Cardiff & Met - SG Amsicora ASD | 5 - 0   |
| 8 oktober 2016 | UHC Hamburg - SG Amsicora ASD   | 12 - 1  |
| 9 oktober 2016 | UHC Hamburg - Cardiff & Met     | 3 - 1   |

### Groep C
| Team             | Gespeeld | W | G | V | DV | DT | DS | Pnt |
| ---------------- | -------- | - | - | - | -- | -- | -- | --- |
| Banbridge HC     | 2        | 1 | 1 | 0 | 5  | 3  | +2 | 7   |
| Royal Léopold HC | 2        | 1 | 1 | 0 | 7  | 6  | +1 | 7   |
| Saint-Germain HC | 2        | 0 | 0 | 2 | 3  | 6  | −3 | 2   |

| Datum          | Wedstrijd                           | Uitslag |
| -------------- | ----------------------------------- | ------- |
| 7 oktober 2016 | Royal Léopold HC - Saint-Germain HC | 4 - 3   |
| 8 oktober 2016 | Saint-Germain HC - Banbridge HC     | 0 - 2   |
| 9 oktober 2016 | Royal Léopold HC - Banbridge HC     | 3 - 3   |

### Groep D
| Team             | Gespeeld | W | G | V | DV | DT | DS | Pnt |
| ---------------- | -------- | - | - | - | -- | -- | -- | --- |
| Atlètic Terrassa | 2        | 1 | 1 | 0 | 7  | 6  | +1 | 7   |
| Bromac Kelburne  | 2        | 1 | 0 | 1 | 5  | 4  | +1 | 6   |
| Dinamo Kazan     | 2        | 0 | 1 | 1 | 5  | 7  | −2 | 3   |

| Datum          | Wedstrijd                          | Uitslag |
| -------------- | ---------------------------------- | ------- |
| 7 oktober 2016 | Bromac Kelburne - Dinamo Kazan     | 3 - 1   |
| 8 oktober 2016 | Atlètic Terrassa - Dinamo Kazan    | 4 - 4   |
| 9 oktober 2016 | Atlètic Terrassa - Bromac Kelburne | 3 - 2   |

## Knock-outfase
14 t/m 17 april 2017: Eindhoven, Nederland

### Achtste finales
| 14 april 2017 12:45 UTC+2             |                  |                                                        |                                                                                    |
| Banbridge HC                          | 1:1 (0:1)        | Racing Club de France                                  | Sportpark Aalsterweg Scheidsrechters: Francisco Vasquez Lopez Sebastien Michielsen |
| 49' Mathew Allister                   | Wedstrijdverslag | Christophe Peters-Deutz 25 (sc)'                       | Sportpark Aalsterweg Scheidsrechters: Francisco Vasquez Lopez Sebastien Michielsen |
| Shoot-out                             |                  |                                                        | Sportpark Aalsterweg Scheidsrechters: Francisco Vasquez Lopez Sebastien Michielsen |
| Eugene Magee Johnny McKee Peter Brown | 0:3              | Dylan Dominik Amaury Bellenger Christophe Peters-Deutz | Sportpark Aalsterweg Scheidsrechters: Francisco Vasquez Lopez Sebastien Michielsen |

| 14 april 2017 15:00 UTC+2 |                  |                                                                  |                                                                   |
| WKS Grunwald Poznań       | 0:6 (0:1)        | Real Club de Polo                                                | Sportpark Aalsterweg Scheidsrechters: Ben Goentgen Warren McCully |
|                           | Wedstrijdverslag | David Alegre 2', 51' Alex Casasayas 32', 33', 43' Alex Reyne 58' | Sportpark Aalsterweg Scheidsrechters: Ben Goentgen Warren McCully |

| 14 april 2017 17:15 UTC+2              |                  |                          |                                                                     |
| KHC Dragons                            | 2:1 (1:0)        | Racing Club de Bruxelles | Sportpark Aalsterweg Scheidsrechters: Jonas van 't Hek Dave Dowdall |
| 13' Thomas Verheijen 53' Thomas Briels | Wedstrijdverslag | Jérôme Truyens 55 (sc)'  | Sportpark Aalsterweg Scheidsrechters: Jonas van 't Hek Dave Dowdall |

| 14 april 2017 19:30 UTC+2 |                  |                                     |                                                                |
| SV Kampong                | 1:2 (0:0)        | Rot-Weiss Köln                      | Sportpark Aalsterweg Scheidsrechters: Martin Madden Bruce Bale |
| 52' Quirijn Caspers       | Wedstrijdverslag | Mats Grambusch 34' Jonas Gomoll 40' | Sportpark Aalsterweg Scheidsrechters: Martin Madden Bruce Bale |

| 15 april 2017 10:30 UTC+2                                 |                  |                |                                                                  |
| Atlètic Terrassa                                          | 4:1 (2:1)        | Lisnagarvey HC | Sportpark Aalsterweg Scheidsrechters: Martin Madden Dave Dowdall |
| 5 (sc)', 13 (sc)', 58 (sc)' Roc Oliva 45 (sc)' Marc Boltó | Wedstrijdverslag | Sean Murray 9' | Sportpark Aalsterweg Scheidsrechters: Martin Madden Dave Dowdall |

| 15 april 2017 12:45 UTC+2                  |                  |                   |                                                                           |
| Wimbledon HC                               | 3:1 (1:0)        | UHC Hamburg       | Sportpark Aalsterweg Scheidsrechters: Coen van Bunge Sebastien Michielsen |
| 14', 60' Phillip Roper 35' Benjamin Arnold | Wedstrijdverslag | Julius Schmid 49' | Sportpark Aalsterweg Scheidsrechters: Coen van Bunge Sebastien Michielsen |

| 15 april 2017 15:00 UTC+2                               |                  |                                              |                                                                            |
| HC Oranje-Rood                                          | 3:2 (1:0)        | Amsterdam H&BC                               | Sportpark Aalsterweg Scheidsrechters: Francisco Vasquez Lopez Ben Goentgen |
| 29', 29' Agustin Mazzilli 35 (sc)' Mink van der Weerden | Wedstrijdverslag | Boris Burkhardt 8' Justin Reid-Ross 44 (sc)' | Sportpark Aalsterweg Scheidsrechters: Francisco Vasquez Lopez Ben Goentgen |

| 15 april 2017 17:15 UTC+2            |                  |                      |                                                                   |
| Mannheimer HC                        | 2:1 (1:0)        | Club Egara           | Sportpark Aalsterweg Scheidsrechters: Jonas van 't Hek Bruce Bale |
| 14' Guido Barreiros 56' Felix Schües | Wedstrijdverslag | Pau Quemada 52 (sc)' | Sportpark Aalsterweg Scheidsrechters: Jonas van 't Hek Bruce Bale |

### Kwartfinales
| 16 april 2017 12:15 UTC+2                                                           |                  |                                  |                                                                     |
| KHC Dragons                                                                         | 5:1 (4:0)        | Racing Club de France            | Sportpark Aalsterweg Scheidsrechters: Warren McCully Coen van Bunge |
| 21', 26' Thomas Briels 23 (sc)', 28 (sc)' Alexander Hendrickx 38' Florent van Aubel | Wedstrijdverslag | Christophe Peters-Deutz 40 (sc)' | Sportpark Aalsterweg Scheidsrechters: Warren McCully Coen van Bunge |

| 16 april 2017 14:30 UTC+2 |                  |                                          |                                                                      |
| Real Club de Polo         | 1:2 (0:2)        | Rot-Weiss Köln                           | Sportpark Aalsterweg Scheidsrechters: Jonas van 't Hek Martin Madden |
| 37' Gonzalo Coll          | Wedstrijdverslag | Christopher Zeller 11' Marco Miltkau 15' | Sportpark Aalsterweg Scheidsrechters: Jonas van 't Hek Martin Madden |

| 17 april 2017 13:15 UTC+2                                        |                  |                                                                       |                                                                                |
| Wimbledon HC                                                     | 2:2 (2:1)        | Mannheimer HC                                                         | Sportpark Aalsterweg Scheidsrechters: Francisco Vasquez Lopez Jonas van 't Hek |
| 28 (sb)' Simon Mantell 29' Ian Sloan                             | Wedstrijdverslag | Gonzalo Peillat 13 (sc)' Jonathan Ehling 55'                          | Sportpark Aalsterweg Scheidsrechters: Francisco Vasquez Lopez Jonas van 't Hek |
| Shoot-out                                                        |                  |                                                                       | Sportpark Aalsterweg Scheidsrechters: Francisco Vasquez Lopez Jonas van 't Hek |
| Ian Sloan Steven Ebbers Phillip Roper Simon Mantell Phillip Ball | 5:3              | Jan-Philipp Fischer Patrick Harris Maximilian Neumann Guido Barreiros | Sportpark Aalsterweg Scheidsrechters: Francisco Vasquez Lopez Jonas van 't Hek |

| 17 april 2017 15:30 UTC+2                      |                  |                  |                                                                  |
| HC Oranje-Rood                                 | 2:0 (1:0)        | Atlètic Terrassa | Sportpark Aalsterweg Scheidsrechters: Ben Goentgen Martin Madden |
| 13 (sc)' Mink van der Weerden 35' Bob de Voogd | Wedstrijdverslag |                  | Sportpark Aalsterweg Scheidsrechters: Ben Goentgen Martin Madden |

### Halve finales
3 en 4 juni 2017: Brasschaat, België
| 3 juni 2017 13:00 UTC+2                                               |                  | |                                                                          |
| KHC Dragons                                                           | 3:5 (0:3)        | Rot-Weiss Köln                                                                                        | Gemeentepark KHC Dragons Scheidsrechters: Martin Madden Jonas van 't Hek |
| Alexander Hendrickx 58 (sc)' Florent van Aubel 58' Timothy Luyten 59' | Wedstrijdverslag | 24' Florian Adrians 27' Jonas Gomoll 28 (sc)' Mathias Müller 46' Marco Miltkau 57 (sc)' Tom Grambusch | Gemeentepark KHC Dragons Scheidsrechters: Martin Madden Jonas van 't Hek |

| 3 juni 2017 15:30 UTC+2 |                  |              |                                                                                    |
| HC Oranje-Rood | 8:0 (6:0)        | Wimbledon HC | Gemeentepark KHC Dragons Scheidsrechters: Christian Blasch Francisco Vazquez Lopez |
| Benjamin Stanzl 2' Milan van Baal 11' Mink van der Weerden 13 (sc)', 20 (sc)' Jelle Galema 13' Joep de Mol 30' Teun Beins 53 (sc)' Nicolaas van der Schoot 59 (sc)' | Wedstrijdverslag |              | Gemeentepark KHC Dragons Scheidsrechters: Christian Blasch Francisco Vazquez Lopez |

### 3/4e plaats
| 4 juni 2017 13:00 UTC+2 |                  |                                                                   |                                                                          |
| Wimbledon HC            | 1:3 (0:2)        | KHC Dragons                                                       | Gemeentepark KHC Dragons Scheidsrechters: Christian Blasch Jakub Mejzlik |
| Philip Roper 60'        | Wedstrijdverslag | 12 (sc)' Alexander Hendrickx 20' Thomas Briels 57' Robbert Rubens | Gemeentepark KHC Dragons Scheidsrechters: Christian Blasch Jakub Mejzlik |

### Finale
| 4 juni 2017 15:30 UTC+2                            |                  |                                                                 |                                                                                 |
| HC Oranje-Rood                                     | 2:3 (0:1)        | Rot-Weiss Köln                                                  | Gemeentepark KHC Dragons Scheidsrechters: Martin Madden Francisco Vazquez Lopez |
| Agustin Mazzilli 38' Mink van der Weerden 40 (sc)' | Wedstrijdverslag | 28 (sc)' Tom Grambusch 35' Florian Adrians 50' Florian Scholten | Gemeentepark KHC Dragons Scheidsrechters: Martin Madden Francisco Vazquez Lopez |

## Kampioen
| Euro Hockey League 2016/2017 |
| ---------------------------- |
| Rot-Weiss Köln 1ste titel    |